# Idaea holosericaria
Idaea holosericaria là một loài bướm đêm trong họ Geometridae.